# Tadashi
Tadashi ein japanischer Vor- und Nachname.
Im westlichen Kulturkreis als Vorname gebraucht, ist er japanischen Ursprungs und bedeutet so viel wie „gerecht“, „Gerechtigkeit“, „rechtschaffend“.
Zudem wird der Name auch im Japanischen als Nachnamen verwendet. Bekannte Namensträger sind:
- Tadashi Kawamata (* 1953), japanischer Bildhauer und Fotograf
- Tadashi Kobayashi (* 1941), japanischer Kunstwissenschaftler
- Tadashi Mamiya (1911–1984), japanischer Künstler und Olympiateilnehmer
- Tadashi Nakayama (1912–1964), japanischer Mathematiker
- Tadashi Suzuki (* 1939), japanischer Bühnenautor und Theatergruppen-Leiter
- Tadashi Tokieda (* 1968), japanischer Mathematiker
- Tadashi Yanai (* 1949), japanischer Unternehmer